# Italva
Italva est une municipalité brésilienne de l'État de Rio de Janeiro et la Microrégion d'Itaperuna.

## Personnalités célèbres
- Daniela do Waguinho, députée brésilienne.